# A Life Within A Day
A Life Within A Day es un álbum de estudio de los músicos ingleses Steve Hackett y Chris Squire registrado con el nombre "Squackett". Dicho álbum fue producido por Roger King y publicado por "Esoteric Antenna" y "Cherry Red" en 2012. En "A Life Within A Day", Hackett y Squire realizan homenajes a los grupos de Rock Progresivo que ellos integraron, es decir, Genesis y Yes, respectivamente, además de homenajear a Led Zeppelin y a The Beatles. 

## Canciones
Todas las canciones compuestas por Chris Squire, Steve Hackett y Roger King, excepto las indicadas:
1. "A Life Within A Day" - 6:35.
2. "Tall Ships" - 6:18.
3. "Divided Self" (Steve Hackett/Chris Squire/Clabburn) - 4:06.
4. "Aliens" (Hackett/Squire/King/Healy)- 5:32.
5. "Sea of Smiles" - 5:25.
6. "The Summer Backwards" - 3:00.
7. "Stormchaser" - 5:26.
8. "Can't Stop The Rain" (Hackett/Squire/King/Johnson/Sessler) - 5:47.
9. "Perfect Love Song" (Hackett/Squire/King/Johnson) - 4:04.

## Músicos
- Chris Squire: Bajo y voces.

- Steve Hackett: Guitarras, armónica y voces.

- Roger King: Teclados y programación.

- Jeremy Stacey: Batería.

- Amanda Lehmann: Coro.

- Christine Townsend: Violín y viola.

- Richard Stewart: Violoncelo.

- Dick Driver: Contrabajo.